# Landfall Peak
Landfall Peak (englisch für Landungsspitze) ist ein markanter Berg im äußersten Westen der Thurston-Insel vor der Eights-Küste des westantarktischen Ellsworthlands. In den Walker Mountains ragt er 13 km ostnordöstlich des Kap Flying Fish auf.
Teilnehmer der United States Antarctic Service Expedition (1939–1941) entdeckten und fotografierten ihn bei Überflügen im Februar 1940. Kartiert wurde er anhand von Luftaufnahmen, welche die United States Navy im Rahmen der Operation Highjump (1946–1947) anfertigte. Erkundet wurde der Berg bei der von der US Navy durchgeführten Forschungsfahrt in die Bellingshausen-See im Februar 1960. Das Advisory Committee on Antarctic Names benannte ihn 1960 so, da Felsvorsprünge des Bergs als Landmarke für die Anlandung von Schiffen an der Westküste der Thurston-Insel dienten.